# Bochumer Historikerpreis
Der Bochumer Historikerpreis ist ein Wissenschaftspreis, der von der Ruhr-Universität Bochum, der Stadt Bochum, der Stiftung der Sparkasse Bochum und der Stiftung Bibliothek des Ruhrgebiets vergeben wird. Schirmherrin ist die ehemalige Ministerpräsidentin des Landes Nordrhein-Westfalen, Hannelore Kraft.
Der Bochumer Historikerpreis ist eine der renommiertesten Auszeichnungen, die die Geschichtswissenschaft in Deutschland zu vergeben hat. Der mit 25.000 Euro dotierte Preis wird seit 2002 im Turnus von drei Jahren vergeben. Mit ihm werden herausragende Leistungen auf dem Gebiet der Wirtschafts- und Sozialgeschichte gewürdigt, die national wie international hohe Aufmerksamkeit gefunden haben.

## Preisträger
- 2002 Lutz Niethammer
- 2005 Jürgen Kocka
- 2008 Eric Hobsbawm
- 2011 Christoph Kleßmann
- 2014 Marcel van der Linden
- 2017 Catherine Hall
- 2020 Lutz Raphael
- 2023 Frank Trentmann[1]